# 英語が苦手な大人のDSトレーニング もっとえいご漬け
『英語が苦手な大人のDSトレーニング もっとえいご漬け』（えいごがにがてなおとなのディーエストレーニング もっとえいごづけ）は、2007年3月29日に発売されたニンテンドーDS用英語トレーニングゲーム。2006年1月26日に発売された『英語が苦手な大人のDSトレーニング えいご漬け』の続編で、前作と同じように英語のディクテーション（聞いて書き取る）トレーニングを行う。聞こえてくる英文、英単語をDS本体付属のタッチペンでタッチスクリーンに一文字ずつ書き取ることで、自動的に採点が行われる。Touch! Generationsシリーズの一つで、前作とは違い「生きた英語」（後述）を多く取り入れている。
PC版のえいご漬け2回戦とはまったく違う内容である。
TOEIC400〜600点の人が対象。

## ゲームシステム
トレーニング記録をつけることのできる毎日もっとえいご漬け、気軽に楽しめるお試しもっとえいご漬け、ほかの人にお試し版を配信できる通信もっとえいご漬けの3つのモードがある。

### 毎日もっとえいご漬け
もっと英語力判定、トレーニング、お楽しみ、マイドリルの4つのモードがある。トレーニングをしたときにはカレンダーにハンコを押すことができ、ハンコの種類は設定で替える事ができる。また、種類は前作より増えている。前作と同じく、トレーニング、もっと英語力判定の結果の推移はグラフで見ることができる。
個人データは4人まで登録可能で、個人データ選択画面では登録している人全員のトレーニング達成率、もっと英語力判定の結果、お楽しみで手に入れることのできる勲章、評価などを見ることができる。

#### もっと英語力判定
聴き取り力判定と理解力判定からなっており、まず聴き取り力判定（ディクテーション）5問をしてから、理解力判定1問をする。どちらもトレーニングの会話が問題の題材になっていて、両方の結果を総合的に判断して10段階（ドクロ〜S）で判定。このモードは1日1回で、トレーニングをした後でないとすることができない。

#### トレーニング
例文21段階(1-1〜7-3)+マザーグースの英語の早口言葉（3問）、訛り（3種類）、有名な歌（3段階、5問）、有名な映画（3段階）の33段階の問題を解くモードで、前作では教科書に載っている基本文のようなディクテーションが中心だったが、今作では雑音が入った会話文、電話のやり取り、テレビの放送などといった日常で経験する「生きた英語」でバラエティーにとんだ問題内容になっている。また、トレーニングでBadやチェックのついた問題を復習できる「まとめて復習」というものもある。

#### お楽しみ
さまざまな種類のミニゲームを楽しむことができる。
書き取り世界一周
問題を書き取る速さを競うゲーム。単語を書きながら世界各地を巡っていく。単語を書き取ることで「空飛ぶ自転車」を走らせる。速く正確に書くことができると自転車がどんどん高くなり、解答に手間取ると海に墜落する。飛行船が出現すると、そのときとんでいる地域の訛りの問題が出され、解答できると進む速さが一定時間倍になる。目的地に到着すると現在位置が表示され、ほかの人の現在位置も確認できる。一周すると飛行機のハンコがもらえ、二周すると地球儀のハンコがもらえる。
海外生活力トレーニング
海外旅行で必要な力を鍛えるトレーニング。数字力･計算力･買い物力･方角力･時間力･年月日力の6つがあり、それぞれクリアするとHardが出る。
聴き取りペイント
英語の指示を聴き取り、その指示通りに下画面の絵に色を塗っていく。5箇所塗るところがあり、すべて塗り終わると色の塗り方、模範解答との違いによって賞が与えられ、個人データ選択画面で全員の賞を見ることができる。
ピザデリバリー･ピザデリバリーHard
英語の指示する道を聴き取り、その通りにバイクを店からタッチペンで誘導し、目的地を目指す。一通り道順が再生されると制限時間がカウントダウンされる。制限時間内に正解するとスタンプ帳にハンコをもらえ、18個ハンコがたまるとクリアになる。
スペース語順力トレーニング
英文の語順をトレーニングする。上画面の日本語訳を見ながら、それに合うように下画面の単語をタッチし、並べ替えていく。Level 1〜Level 9まであり、決められた問題数をクリアすると次のレベルが出てくる。すべてクリアすると惑星のハンコがもらえる。
スペース語順力判定
語順力を判定する。トレーニングと同じだが、結果に応じて8段階（石ころ、5等星〜1等星、銀河系、アンドロメダ）に判定される。個人データ選択画面で、全員の判定結果を見ることができる。
いじわるディクテーション
かなり聴き取りにくい会話が放送される。このときに出てくるバーバラは、前作から引き続き登場。

#### マイドリル
トレーニングの文章、単語を練習できる。
徹底練習
文章、会話のトレーニングができる。
徹底発音
トレーニングで出題された問題のうち、基本の例文で自分がトレーニングしたものすべてを発音練習できる。発音は採点され、合格（50点以上）、不合格（50点以下）に分けられる。
オートリスニング
トレーニングで出題された文章･単語を自動的に再生する。DS本体を閉じていても、ヘッドホンをつけていれば聞くことができる。
単語帳
トレーニングで出てきた単語の意味の一覧を確認（単語一覧）、練習（単語トレーニング）できる。単語トレーニングでは聴き取り（ディクテーション）、英訳の2種類がある。

#### イベント
自分のファイルを開いたときに起こる、特別なトレーニング。
ひとこと発音練習
その日にちなんだ英文を発音練習できる。声を出せない環境のときは、ディクテーションになる。
突然テレフォン
相手の会話を聞き、質問に答える。電話を切ればしなくても良い。

### お試しもっとえいご漬け
個人データを作らずに、英語力判定、基本トレーニング、特殊トレーニング（歌、映画、訛り）を試すことができる。ただし、記録は保存されない。Wiiチャンネルのひとつである「みんなのニンテンドーチャンネル｣でも配信されている。

### 通信もっとえいご漬け
DSワイヤレス通信を使って、ほかの本体にお試し版を送ることができる。

## 前作との違い
1. トレーニングの内容が日常的なものになった。
2. 手書き文字登録で、自分の字が認識されやすくなった。
3. お楽しみの内容
4. 発音練習がかなり増えた。

## 他作品への登場
- Wii用ソフト『大乱闘スマッシュブラザーズX』のシールに出典がこのゲームの漬けちゃんがある。